# Acadèmia de les Arts Escèniques de Bratislava
L'Acadèmia de les Arts Escèniques de Bratislava (en eslovac: Vysoká škola múzických umení v Bratislave) és una institució d'educació superior fundada el 9 de juny de 1949. La universitat es compon de tres facultats: Facultat de Teatre (actuació, direcció, dramatúrgia, escenografia i vestuari, titelles, teoria del teatre, gestió teatral); Facultat de Ciències Empresarials, Documental, Dramatúrgia i Guió, Fotografia i Composició d'Imatge, Animació, Edició, Disseny de So, Producció, Gestió, Cinema i Teoria de TV) Cinema i Televisió i la Facultat de Música i Dansa que abasta Composició, Direcció d'Orquestra, Teoria de la Música, Veu, Òpera, Instrumental (16 carreres) i dansa (6 carreres).